# Mariakyrkan, Umeå
Mariakyrkan är en kyrkobyggnad i stadsdelen Marieberg i Umeå. Den tillhör Umeå Maria församling i 
Luleå stift.
Uppförd 1982 och byggd i tegel med gula tegelfasader. Den har svagt lutande pulpettak med papp. På taket har kyrkklockorna suttit i en vit genombruten kub; sedan 2002 sitter de i ett externt torn, ritat av Ragnar Bergeå. Väggarna i kyrkan är vitputsade och takets träpanel är vitmålad. Golvet är av kalksten. Kyrkan har flyttbara träbänkar. Arkitekt var Bertil Håkansson och altartextilen är vävd av Margit Westin. 
Den tidigare orgeln var en modulorgel, byggd av Nord Orgel i Umeå. 2015 invigdes kyrkans nya orgel, en helmekanisk orgel med 17 stämmor, byggd av Robert Gustavsson Orgelbyggeri, Härnösand. Orgeln kan drivas utan elektricitet med hjälp av en trampa till bälgen.
| Huvudverk, man I  | Svällverk, man II       | Pedal        | Koppel        |
| ----------------- | ----------------------- | ------------ | ------------- |
| Open Diapason 8'  | Diapason 8´             | Subbas 16´   | I+II          |
| Flute amabile 8'  | Voix celestes 8'        | Borduna 8'   | I+P           |
| Flute traverse 8' | Salicional 8'           | Trombone 16' | II+P          |
| Octave 4'         | Lieblich Gedackt 8'     |              | I+II 16'      |
| Suave Flute 4'    | Flauto traverso 8'      |              |               |
| Fifteenth 2'      | Harmonica aetherea 3 ch |              | Cymbelstjärna |
| Cornopean 8'      | Clarinette 8'           |              |               |
|                   | Tremulant               |              |               |